# Thomas Carney (Politiker)

Thomas Carney

Thomas Carney (* 20. August 1824 in Tipton, Paulding County, Ohio; † 28. Juli 1888 in Leavenworth, Kansas) war ein US-amerikanischer Politiker und von 1863 bis 1865 der zweite Gouverneur des Bundesstaates Kansas.

## Frühe Jahre und politischer Aufstieg
Thomas Carney besuchte die örtlichen Schulen seiner Heimat in Ohio. Er arbeitete auf einer Farm und als Kaufmann. Im Jahr 1857 zog er in das Kansas-Territorium. Dort war er wieder als Kaufmann tätig. Im Jahr 1861 wurde Carney als Mitglied der Republikanischen Partei in das Repräsentantenhaus des neuen Bundesstaates Kansas gewählt. Dort hinterließ er bei seinen Parteifreunden einen solchen Eindruck, dass er für die Gouverneurswahlen des Jahres 1862 zu deren Kandidat ernannt wurde, zumal der bisherige Gouverneur Charles L. Robinson innerhalb seiner Partei in Ungnade gefallen und nicht mehr berücksichtigt worden war. Carney gewann die Wahl vom 4. November 1862 gegen W. R. Wagstaff mit über 4.600 Stimmen Vorsprung.

## Gouverneur von Kansas
Carneys zweijährige Amtszeit begann am 12. Januar 1863. In dieser Zeit setzte er sich sehr für den weiteren Aufbau der Verwaltung von Kansas ein. Der Staat war erst zwei Jahre zuvor entstanden und der Aufbau des Regierungsapparats war noch nicht abgeschlossen. Der gleichzeitig andauernde Bürgerkrieg verlangte auch von Gouverneur Carney seinen Tribut. Er musste Soldaten rekrutieren und für Waffen und Munition für die Truppen aus Kansas sorgen. Um Geld dafür aufzutreiben, reiste er nach New York City, um dort Staatsanleihen zu verkaufen. Da die Grenze zu Missouri immer noch unsicher war und von dort konföderierte Übergriffe ausgingen, stellte der Gouverneur eine Grenztruppe auf. Die Bundesregierung untersagte die Gründung dieser Truppe, die daher wieder aufgelöst wurde. Genau drei Tage später kam es zu einem folgenschweren Angriff der Konföderierten aus Missouri auf die Stadt Lawrence, bei der viele Bürger ums Leben kamen. Innenpolitisch legte Carney den Grundstein für ein funktionsfähiges Schulsystem in Kansas.

## Weiterer Lebenslauf
Nach dem Ende seiner Amtszeit wurde Carney von 1865 bis 1866 Bürgermeister der Stadt Leavenworth. Dort war er auch ein Mitbegründer der First National Bank of Leavenworth. Viele Jahre war er im Vorstand dieser Bank. Darüber hinaus war er noch Direktor einer Eisenbahngesellschaft und in Colorado an einer Mine beteiligt. Er starb im Jahr 1888. Thomas Carney war mit Rebecca Ann Canaday verheiratet, mit der er fünf Kinder hatte.